# Aeroportul Ayers Rock
Aeroportul Ayers Rock (IATA: AYQ, ICAO: YAYE) este un aeroport din Teritoriul de Nord, Australia ce deservește zona Yulara⁠(d). Aeroportul a fost tranzitat în 2022 de 207.869 de pasageri. A fost deschis în 1959.
Situat la o altitudine de 495 m, aeroportul dispune de o singură pistă.